# Gaspare Bernardi
Gaspare Bernardi (Pievepelago, 20 settembre 1957) è un cantautore, poeta, musicoterapeuta e esperto in medicina psicosomatica italiano.
(Fabrizio Cernaz, Gazzetta di Modena, 24 aprile 1993)
(Felice Liperi, Musica di Repubblica, 11 aprile 2002)

## Biografia
Poeta, musicista, ideatore di progetti creativi. Dopo un’infanzia trascorsa piuttosto liberamente a continuo contatto con la natura dei suoi luoghi da cui riceve le prime forti impressioni e un certo incanto, che ancora oggi permeano la sua esperienza artistica, appena adolescente lascia il suo paese natale tra le montagne per seguire gli studi liceali.
Negli anni '70 si trasferisce a Lucca, dove intraprende per quattro anni lo studio del corno all'Istituto Superiore di Studi Musicali "Boccherini". Qui, in un clima di impegno e spensieratezza, fa le prime esperienze esordendo sedicenne al Teatro Verdi di Pisa in un trio cornistico e successivamente al Teatro Piaggio di Pontedera in orchestra. Fonda parallelamente un primo complessino pop e collabora con una piccola radio libera del suo paese ideando e conducendo programmi radiofonici.
Mentre si avvia a compiere la prima fase di studi, improvvisamente deve ritirarsi per motivi di salute, tornando così al paese d'origine e intraprendendo da quel momento un personale percorso umano ed artistico.
Tra fine anni '70 e inizio anni '80 rientra convalescente dal Belgio per il servizio militare in Alto-Adige, dopo un'intensa stagione agonistica nello Sci Cai Modena (team dove milita un adolescente Alberto Tomba) e aver lavorato, tra il resto, come manovale, bagnino e insegnante, tornerà al Conservatorio di Lucca per diplomarsi in corno nel 1984, a cui seguirà nel 1987 il diploma in "Didattica della musica" al Conservatorio Giovanni Battista Martini di Bologna. È in questo anno tra l’altro che viene pubblicato un suo primissimo articolo su una nota rivista didattica “Musicascuola”.

### Esordi cantautorali
Dopo il diploma e diverse esperienze come orchestrale in ambito sinfonico e lirico in diverse città e teatri italiani, comincia a far conoscere la sua produzione cantautorale e poetica con l’amico pianista Paolo Gattolin.
Nella primavera del '91 Pino Longobardi (allora produttore di Gino Paoli) apprezzando le sue canzoni lo invia con soggiorno pagato alla ”Città della musica“ a Bellaria-Igea Marina, manifestazione diretta da Gianni Pettenati dove sarà invitato in più occasioni. Da qui viene spesso invitato come ospite in vari teatri come il Titano di San Marino, Novelli di Rimini, Alighieri a Ravenna o noti club e rassegne di piazza dividendo in molte occasioni il palco con artisti come Laura Pausini, Gianluca Grignani, Riky Gianco, Pupo e Rita Forte. Sarà anche ad Arezzo per un concorso canoro dove dividerà camerino e serata con Fiorello, entrambi speciali ospiti della manifestazione. Raccoglie intanto targhe e svariati riconoscimenti che lo porteranno alle selezioni per le semifinali del Festival di Castrocaro '94 ed è nello stesso anno che si concluderà idealmente, in una affollata Piazza Maggiore ad Este come supporter d’apertura ad un concerto di Grazia di Michele, questa prima fase ricca di esperienze, ma anche un po' distante dalla dimensione cercata.

### Prime pubblicazioni
Negli anni ’90 avvia un progetto tra musica e poesia con sfumature antropologiche facendo provini con lo staff delle sale di registrazione dell’Esagono di Rubiera, tra cui l’amico Arcangelo Cavazzuti (Kaba). Registra diversi brani, sempre in coppia con l’amico pianista, cui prendono parte giovani jazzisti di area emiliana e anche l’attore Patrizio Caracchi (già esordiente nelle prime commedie in bianco e nero della RAI e poi in compagnia con Dario Fo) con il quale stringe una profonda amicizia. Prima della sua prematura scomparsa in Norvegia (sua seconda patria), Caracchi fa in tempo a incidere un provino con la sua voce che diventerà parte integrante del primo album di Bernardi: L’arco terrestre.
Il maestro Silvano Piovesan (figlio del più noto Alessandro Piovesan, già direttore della biennale di Venezia ed amico intimo di Stravinskij) allora dirigente dell'A.T.E.R. (Associazione Teatri Emilia Romagna, oggi ATER fondazione) si appassiona ai suoi lavori e alle sue idee di spettacolo inserendolo nel 1994 tra le proposte e scambi internazionali, gli fa stendere la sceneggiatura del progetto spettacolo e lo fa incontrare con un dirigente della Fonit Cetra per la realizzazione discografica del lavoro. Una serie di circostanze sfavorevoli però,tra cui la chiusura della fonit stessa e la cessazione del mandato di Piovesan,vedono la sospensione del progetto.
Vi è nello stesso anno anche un convinto intervento di Franco Battiato, che presenta il suo lavoro alla EMI, ma anche questa occasione sfuma e l’annunciata uscita dell’album dovrà attendere il nuovo millennio.
Parallelamente prosegue il suo personale percorso di studi iscrivendosi a Psicologia presso l’Università di Urbino, che poi lascerà perché non compatibile con il lavoro, per diplomarsi poi in Musicoterapia a Bologna nel '97 svolgendo numerose esperienze presso comunità di anziani, comunità di recupero dalle tossicodipendenze e scuole. Conosce e lavora anche successivamente con il grande psichiatra e musicoterapeuta argentino Rolando Omar Benenzon. Svolge in seguito numerosi incontri e seminari come docente su suono, natura e sviluppo umano in diverse città per associazioni ed istituzioni scolastiche spesso in coppia con psicologi professionisti e l’amico e collega Andrea Facca. Inizia a realizzare in sale, piazze e circoli suoi personali concerti e ideazioni tra musica, poesia e recitazione come “Longitudini di suoni, Latitudini di parole”.

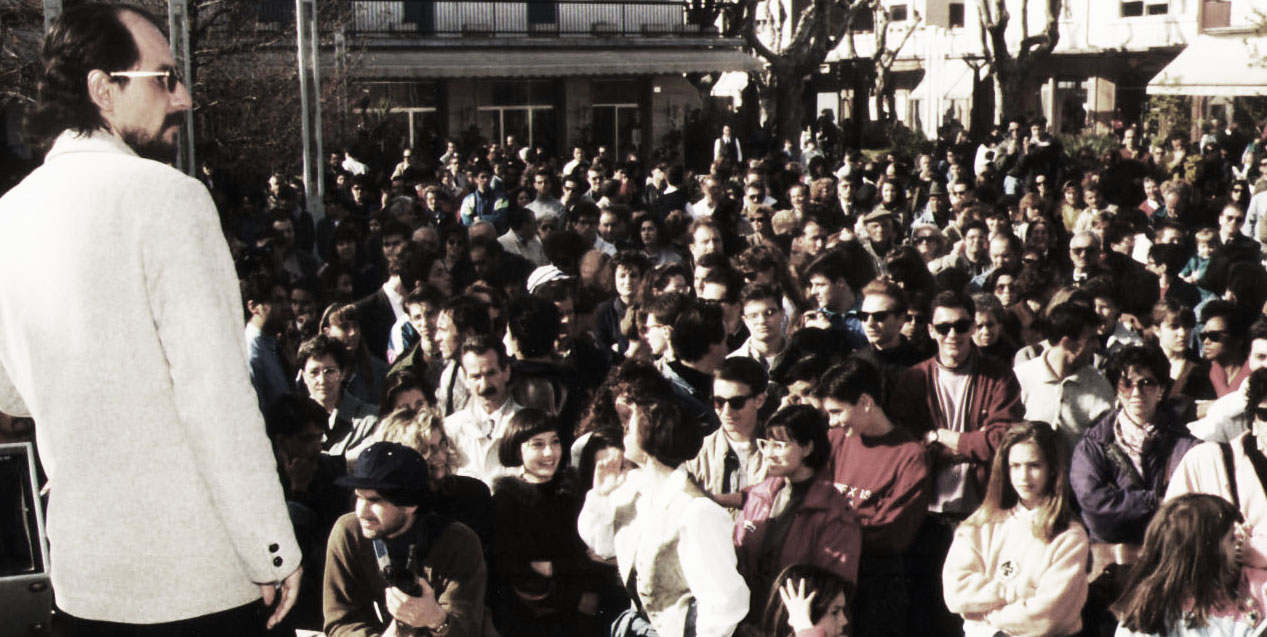
Gaspare Bernardi durante una esibizione a Bellaria-Igea Marina nel 1992

#### L'Arco Terrestre
(estratto dalla recensione di M. Petruzziello su Rock Star del marzo 2002 a “L’Arco terrestre”)
Nel 2000 debutta discograficamente con il concept album "L'Arco Terrestre", contenente una nota introduttiva del regista Alejandro Jodorowsky per Amiata Records e copertina a cura di Carlo Savona, figlio di Virgilio Savona del Quartetto Cetra. Tra i numerosi ospiti e collaboratori ci sono gli amici Marco Tamburini e Vincenzo Zitello.

#### Sulla linea tra gli emisferi
Nello stesso anno pubblica la sua prima raccolta di testi poetici “Sulla linea tra gli emisferi” (finalista al Premio Firenze-Europa (2001) e Premio Speciale della Giuria "Maestrale" 2002, dove era presidente della giuria Nico Orengo). Mentre si alterna tra numerose presentazioni del volume, effettua anche una performance sul palco del teatro del mare Rai Radio 2 Hall in una delle giornate del 52º festival di San Remo..
Il 7 giugno dello stesso anno il suo nome compare all’interno di una domanda cruciale del quiz della popolarissima trasmissione “Passaparola” su Canale 5 condotta da Gerry Scotti come autore dell’album L’arco terrestre.

#### Canzoni Prime da Estati Lontane
(estratto dalla recensione di L. Furlan sul Il Mucchio 2005 a “Estati Lontane”)
Dopo alcune performance poetico musicali (tra cui quelle con Max Gazzè, Giovanni Lindo Ferretti e Mauro Macario) culminate con la partecipazione al “Festival di Poesia di Genova-Capitale Europea della Cultura” a Palazzo Ducale ed altri reading come “Assentazione”, spesso assieme all’amico saxofonista Ivan Valentini, esce per Storie di Note il cd/album "Canzoni Prime da Estati Lontane" dove ospita oltre a Paolo Fresu, il grande chitarrista classico Flavio Cucchi, Simone Zanchini alla fisarmonica e il trombettista newyorkese Tom Kirkpatrick.
Dopo alcuni concerti con Estati Lontane e l'invito come poeta alla II° ediz. del Poesia Festival (MO), nel tentativo di dar vita ad una formazione più stabile vicina alle sue esigenze e nel suo territorio, fonda con il chitarrista Lele Leucci il “Gaiber Project" dove mescola professionisti a musicisti locali che vedrà alcune uscite tra appennino, Torino, Faenza e Portogruaro.

#### InterludiaeCor’n Connexion
(estratto dalla nota introduttiva di Franco Battiato a “Interludia”)
(estratto dalla recensione di D. Ivic su Il mucchio maggio 2011 a “Cor’n Connexion”)
Per diversi motivi, con suo rammarico, l’esperienza del gruppo legata anche alla ideazione di un centro formativo termina proprio con l’uscita del secondo volume “Interludia” del 2010 e del terzo album e primo strumentale, “Cor’n Connexion”. Quest’ultimo, realizzato interamente al suo paese con il Corno ed insieme all’amico e collaboratore dj Peppe Galassini (Pegal) è un album tra elettronica prog e jazz in cui sono ospitati gli amici Giamba Giorgi basso, il trombettista Giorgio Li Calzi e Sarita voce dell’unica song dell’album dedicata al padre (amichevolmente adattato da Cristina Zavalloni per la versione inglese del testo).
A fine decennio si diploma nel corso quadriennale di “Medicina Psicosomatica e Tecniche Complementari” ANEB - Associazione Nazionale Ecobiopsicologia (Ospedale San Carlo Borromeo di Milano). Nonostante le difficoltà insorte, prosegue il percorso di presentazione del volume e dell’album in numerose città e festival letterari come “Parole Nel Tempo” (Pv), Casa di Booklet (M.e.i 2010) dove è presentato da John Vignola poi “Più libri più liberi” Roma Eur (2010) e il servizio su Rai News (2011) che presenta al pubblico anche le immagini delle sue montagne presenti nel dvd allegato al volume.

### RassegnaLe Vie del suono
Nel 2013 realizza una mostra a Modena tra foto e materiali vari sui 15 anni della rassegna da lui ideata e diretta nel 1998 sull’alto appennino modenese “Le Vie del Suono”, manifestazione che fonde esibizioni jazz e pop, nuove tendenze e letteratura. È protagonista in questo contesto nello stesso anno di un reading con lo scrittore Eraldo Affinati a Palazzo Ducale Di Pavullo nel Frignano (MO).

### Stranger at Home
(estratto dalla recensione di A. Pedrinelli sul quotidiano nazionale Avvenire 21/03/2018 a “Stranger at Home”)
Dopo qualche apparizione, sempre in reading a Bologna, Pistoia e F.I.M. a Genova, nello stesso periodo, nonostante il riacutizzarsi dei problemi di salute, compone, inizialmente in solitudine, “Stranger at Home”  il quarto album, sempre strumentale. Anche qui il corno è protagonista assieme a sfondi di piano, tastiere e ritmica da lui realizzati e registrati in tre anni sull’Appennino con l’amico G. Pablo Gianaroli, a cui poi aggiunge le chitarre di Lele Leucci e del giovane Ugo Moroni. Sono ospiti Markus Stockhausen alla tromba e Achille Succi al clarinetto basso. Come nel precedente lavoro, è presente una song in inglese cantata dall’autore che dà il titolo all’album stesso. Il lavoro uscito alle soglie del 2018 per Incipit/Egea, oltre alle numerose recensioni su stampa e web viene presentato in un servizio del Tg1 e viene inoltre invitato per una esibizione live a Rai Radio 3. Per questa occasione, non senza difficoltà, viene creato il "Nu Gaiber Project" che vede vecchie conoscenze affiancate a giovani musicisti, il nuovo gruppo con il quale attualmente prosegue la sua ricerca poetico-musicale.

## Discografia
- 2001: L'Arco Terrestre (Amiata/Edel, 2001)
- 2005: Estati Lontane (Storie di Note, SDN 047)
- 2011: Cor'n Connexion (AlfaMusic/Egea)
- 2018: Stranger at Home (Incipit/Egea)

## Libri
- Sulla linea tra gli emisferi (Campanotto Editore, 2001)
- Interludia (Campanotto Editore, 2010)

## Filmografia

### Regista

#### Video musicali
- Gaspare Bernardi - L’Arco Terrestre (Autoprodotto 2002)[15]
- Gaspare Bernardi - Il Corno Magico (Autoprodotto 2002)[16]
- Gaspare Bernardi - Estati Lontane (Corno Magico 2005)[17]
- Gaspare Bernardi - Quoquo Modo (Autoprodotto 2014)[18]
- Gaspare Bernardi - Stranger at Home (Corno Magico 2018)[19][20]

#### Cortometraggi
- In Morte di Mio Padre (Corno magico 2003)[21]
- Scene da Interludia - Quasi un manifesto poetico (Corno Magico 2016)[22]
- Immagini da una ricerca (Campanotto-Multimedia 2010)[23]